# Alexandre Kaleri
Alexandre Iourievitch Kaleri (en russe : Александр Юрьевич Калери), né le 13 mai 1956, est un cosmonaute et un vétéran russe des séjours prolongés sur la station spatiale Mir et la station spatiale internationale.

## Biographie
Né à Jurmala (Lettonie), Kaleri est diplômé  de l'Institut de physique et de technologie de Moscou. En 1979, il a été engagé par Energia Corporation et a travaillé sur la conception de la station spatiale de Mir. Il fut choisi en tant que candidat cosmonaute en 1984. Il devait effectuer sa première mission sur Soyouz TM 7 mais cela a été compromis pour des raisons médicales. Il est actuellement directeur chef du service de vol à Energia.

## Vols réalisés
Il a réalisé trois missions prolongées à bord de Mir en tant qu'ingénieur de vol :
- 17 mars 1992 : il participe à la mission Soyouz TM-14 lancée en direction de Mir, en tant que membre de l'expédition Mir EO-11. Il revient sur Terre le 10 août 1992. Il effectue une sortie extravéhiculaire pendant cette mission.
- 17 août 1996 : il participe à la mission Soyouz TM-24 lancée en direction de Mir, en tant que membre de l'expédition Mir EO-22. Il revient sur Terre le 2 mars 1997.
- Il effectue deux EVA pendant cette mission
- 4 avril 2000 : il participe à la mission Soyouz TM-30 lancée en direction de Mir, en tant que membre de l'expédition Mir EO-28. Il revient sur Terre le 16 juin 2000. Il effectue une EVA, la dernière sur Mir.

Kaleri a également effectué deux missions à bord de la station spatiale internationale :
- 18 octobre 2003 : il participe à la mission Soyouz TMA-3 lancée en direction de la station spatiale internationale, en tant que membre de l'expédition internationale 8. Il revient sur Terre le 30 avril 2004. Il sort une fois dans l'espace pendant cette mission.
- 7 octobre 2010 : il participe à la mission Soyouz TMA-01M lancée en direction de l'ISS, en tant que membre des expéditions 25 et 26. Il revient sur Terre le 17 mars 2011.

## Galerie

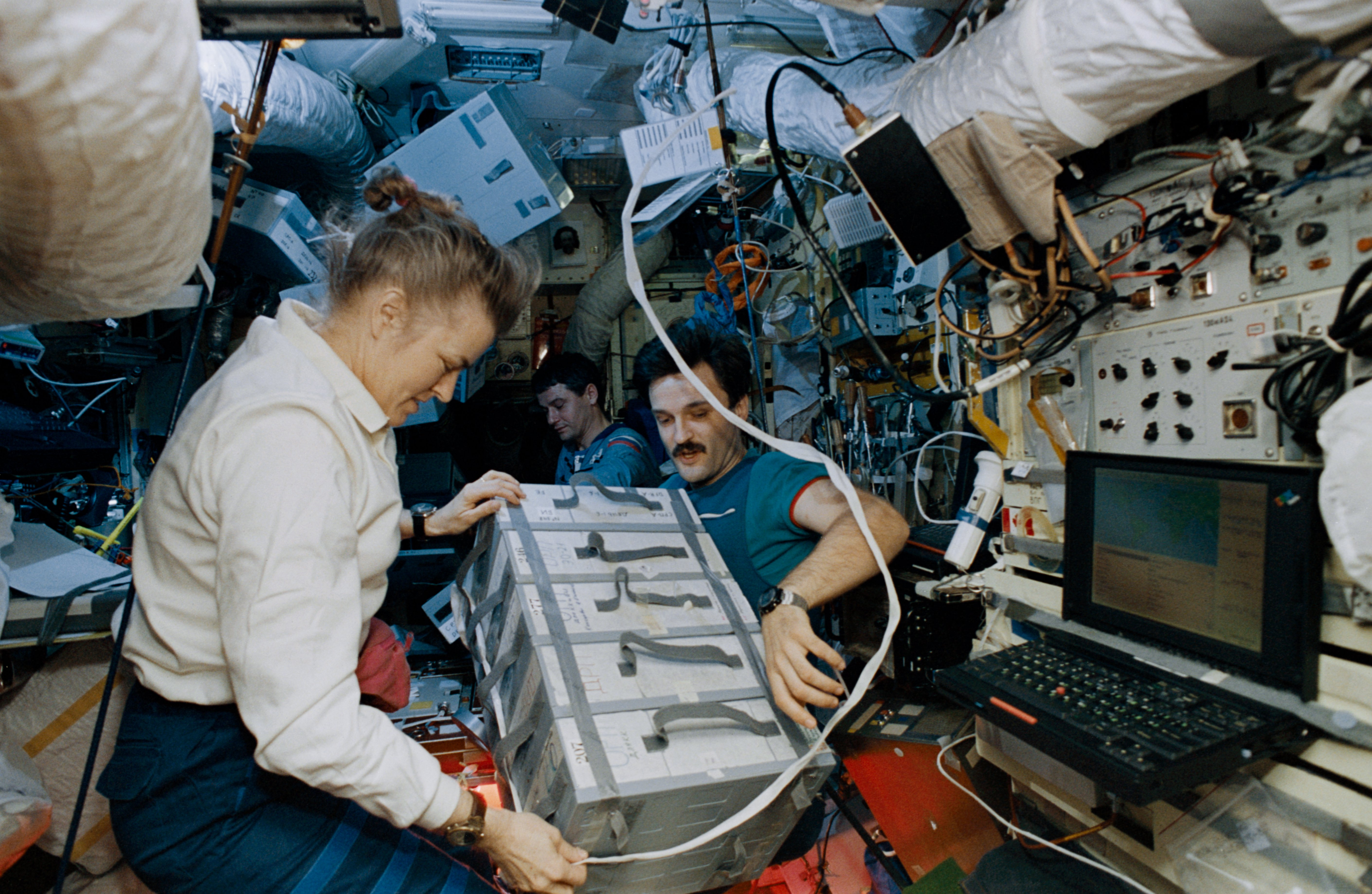
Aleksandr Kaleri avec l'astronaute de la mission STS 79 de la NASA Shannon Lucid dans la station Mir pendant sa deuxième mission.
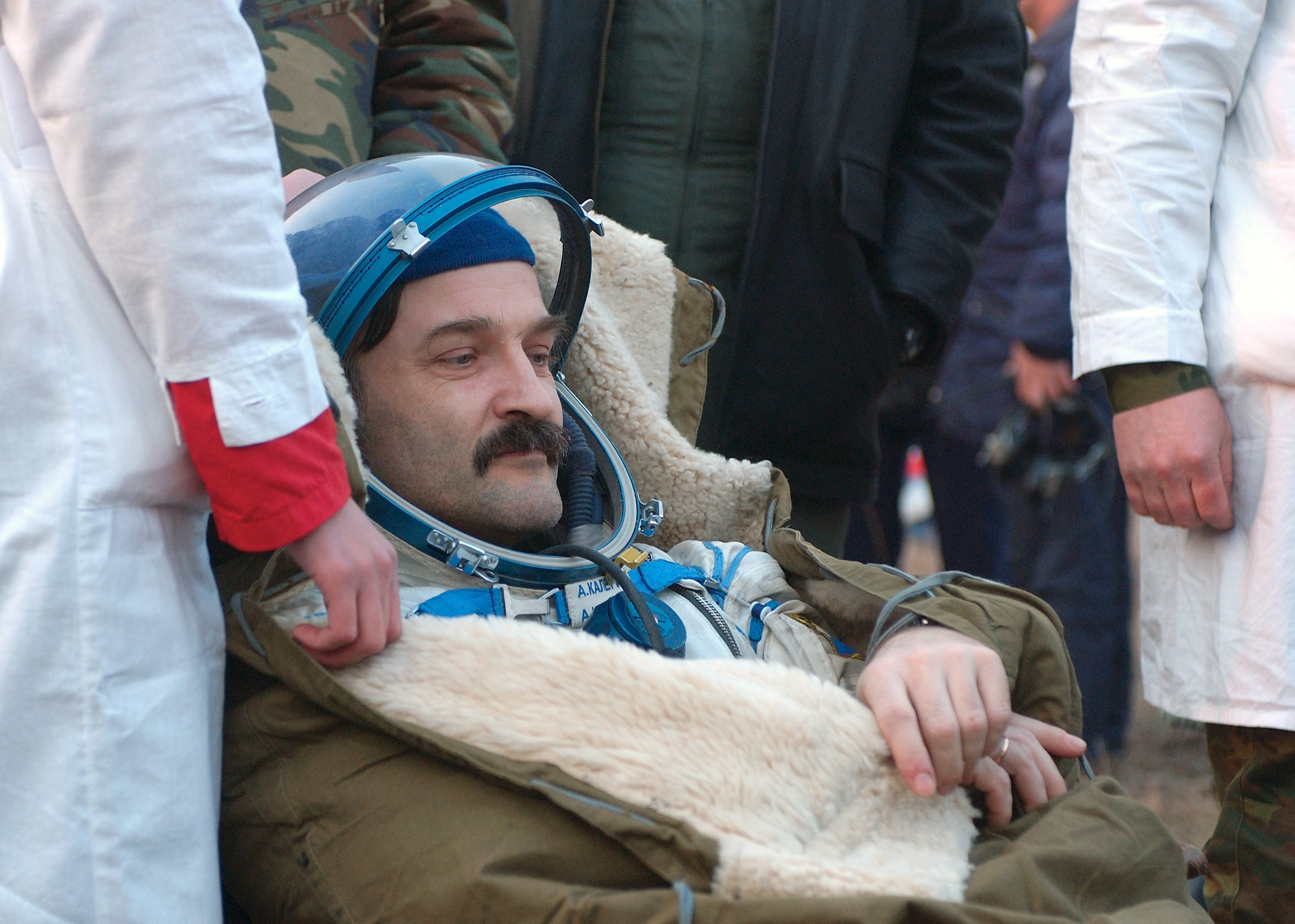
Kaleri après le retour sur Terre du Soyouz TM-30.
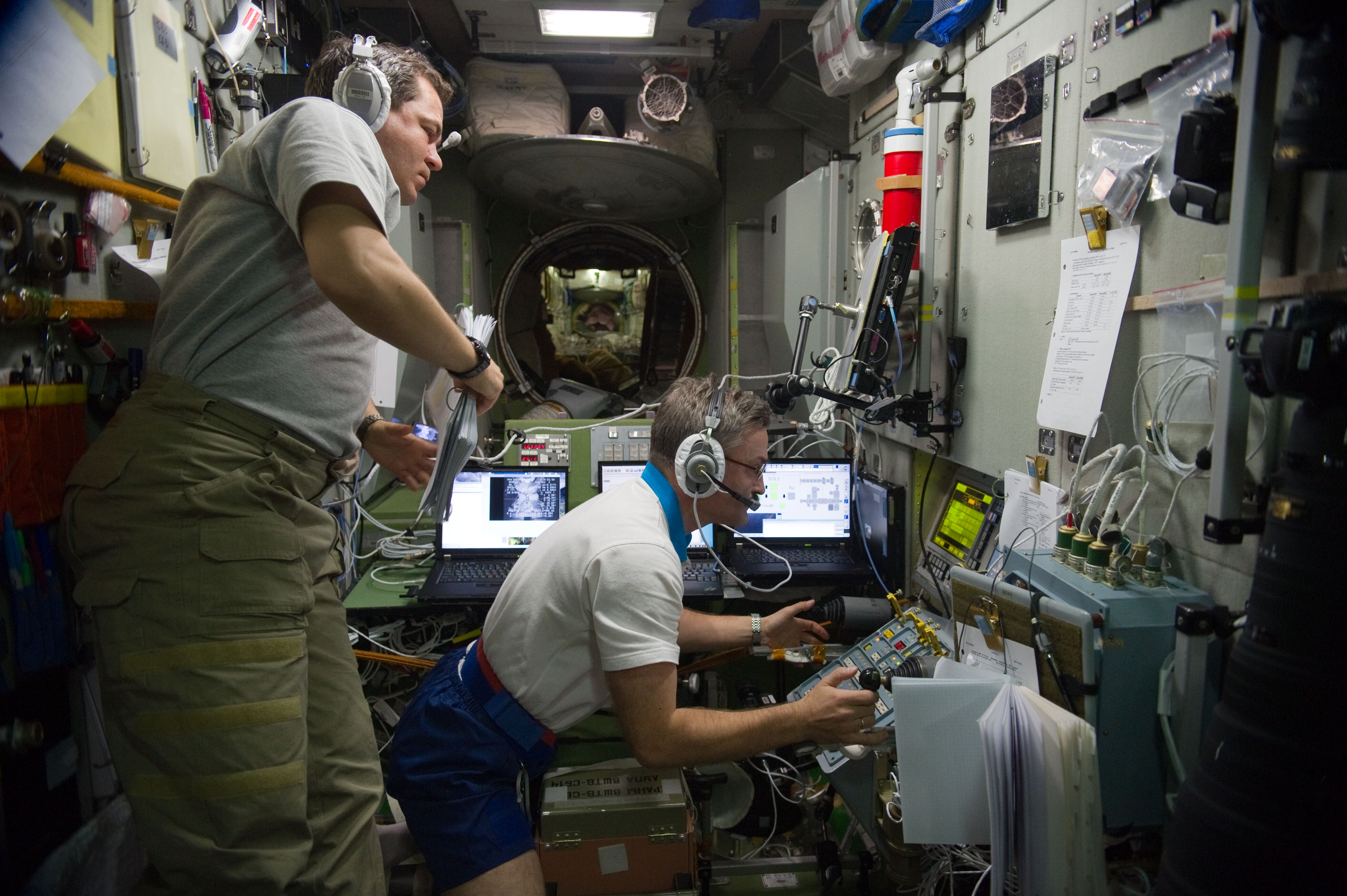
Aleksandr Kaleri (à droite), avec son collègue Oleg Skripotchka pendant sa dernière mission.